# 廉頗

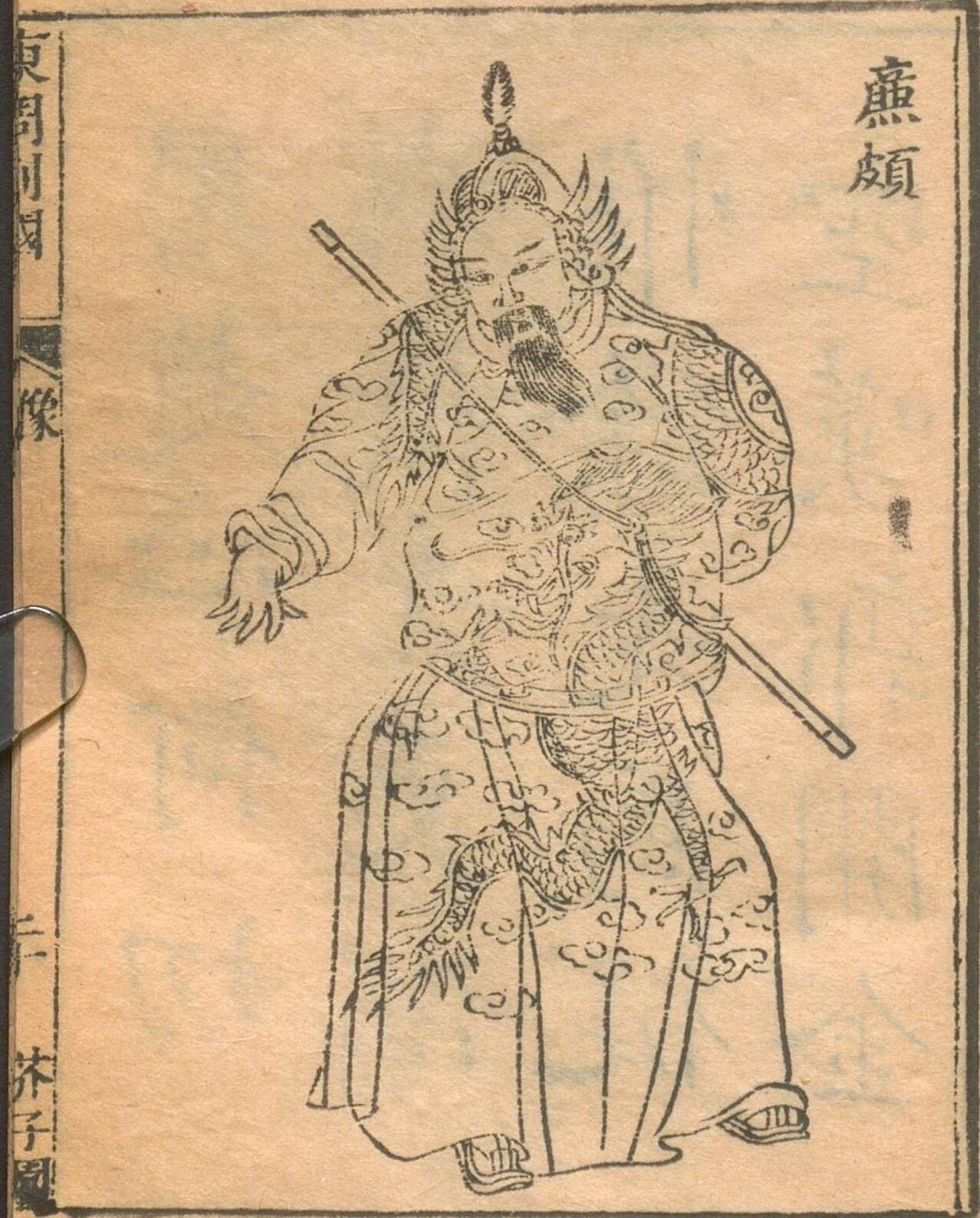
廉頗

廉 頗（れん ぱ、拼音: Lían Pō、生没年不詳）は、中国戦国時代の趙の武将。藺相如との関係が「刎頸の交わり」として有名。白起・王翦・李牧と並ぶ戦国四大名将の一人。

## 生涯

### 前半生の活躍
紀元前283年、将軍となり斉を討ち、昔陽を取る。紀元前282年、斉を討ち、陽晋（現在の山東省巨野県）を落とした。この功により上卿に任ぜられ、勇気のあることで諸侯の間で有名となる。

### 刎頸の交わり
『史記』によれば、当初、趙の総大将であった相如との関係は、武功によって数々の功績を得た自分に対し、口先だけの働きで上げた手柄で位を上げ、それが自身より上回っていたなどの理由から極めて険悪で、だれかれ構わず己の不満を口にした。その噂を耳にした藺相如は、それ以来、病と称し外出をやめた。
それから何日か経ったある日、家臣の薦めで、相如は馬車で散歩に出かけた。その道中で前方に廉頗の姿を見つけた相如があえて道を変え、廉頗の通り過ぎるのをまってから引き返す、といった事件が起こった。その夜、この振る舞いを見た家臣たちは一堂に会し「相如様の匹夫の様な振る舞い。さらにそれを恥じない相如様の態度には我慢がいきません」といい、辞職を申し出た。すると相如は、「強大なる秦国が何故わが国を滅ぼそうとしないか解るか？それは、私と廉頗将軍がいるからだ。今、廉頗将軍との間に亀裂が生じれば、それこそ秦の思う壺。私があのような行いをするのは国家のためなのだ」と家臣を説得したが、この話はなぜか宮中に広まり、廉頗は上半身裸の姿で相如を訪ね、自分の不徳と愚かさを恥じ「この愚か者はあなたの大きなお考えを知らず無礼をしてしまった。この荊（いばら）の鞭でこの身をお打ちあれ」と手にしていた鞭を差し出した。相如は、「何を仰せられます、将軍あってこその趙の国です」といった。廉頗は心から心服し、「あなたのためならば、たとえこの頸（くび）を刎ねられても悔いはござらぬ」といい、また相如も「私も将軍のためならば、喜んでこの頸を差し出しましょう」といった。「刎頸の交わり」、「刎頸の友」という言葉はここから生まれた。

### 老齢での活躍
天下統一をねらう秦は白起を中心に他国への侵略を開始。廉頗と相如が健在であるうちは秦に侵攻されなかった趙も、この頃になると相如は病に倒れ、廉頗も高齢となっていた。
紀元前260年、秦は王齕に趙の上党を陥落させる。廉頗は上党の避難民を救出するために派遣されたが、秦軍の勢いを目の当たりにした廉頗は要塞に籠城。戦いを長期戦に持ち込む。
敵地で長期戦になることに危機感を抱いた秦は一計を案じ、歴戦の猛者である廉頗に代わって、若く経験不足の趙括が総大将になるように仕向けた。この策にまんまとかかった趙の孝成王は、総大将を趙括に交代させる。これを聞いた相如は重病ながらも王宮に出向き、孝成王を諫めたが聴きいれられず、結局趙軍は敗れ、捕虜となった40万の兵士が生き埋めにされた（長平の戦い）。以後、趙は滅亡の一途をたどっていくのであるが、廉頗は老骨に鞭打って戦争に参加した。
紀元前251年、長平の戦いのあと、趙の衰退を見た燕王喜は趙に軍を侵攻させるが、廉頗は鄗（現在の河北省柏郷県北部）で燕軍を大いに破り、逆に追撃して燕の都の薊を包囲し、燕から5城を取って和睦した。
また、秦も廉頗のいる趙には手が出せず、趙の孝成王は廉頗の長年の功績を称えて尉文という邑の地を与えて信平君に封じ、同年に平原君が死去したため空席になっていた相国代行に任命された。

### 不遇の晩年
紀元前245年、廉頗は魏に侵攻して繁陽（現在の河北省内黄県）の城を攻め落とした。だが、直後に孝成王が崩御して悼襄王が即位すると、廉頗は悼襄王によって将軍職を罷免させられた。その事を恨んで後任の将軍の楽乗を攻撃して撃破する。これにより廉頗は趙に居られなくなり魏の大梁（現在の河南省開封市北西）へ亡命する。楽乗もまた他国へ亡命してしまう。だが、魏では信任されなかったために大軍を率いる事は無かった。
廉頗のいなくなった趙は、秦王政（後の始皇帝）の下でさらなる強国になろうとしていた秦の格好の標的とされた。そのため、趙は廉頗のもとに使者を送って帰参を許そうと図る。廉頗は年老いても「一飯に斗米、肉十斤、甲を被り馬に上り」といわれるほどに元気な姿を使者に見せて帰参を承知した。だが、廉頗が趙にいた頃から不仲だった奸臣である郭開の謀略で使者が買収されてしまう。そして、趙王が廉頗の様子を伺うと、使者は「三度遺矢」と讒言した。このため、趙王は廉頗が高齢で使いものにならないとして諦めたという。
廉頗は後に楚に亡命し、将軍に任命されるも功を立てることはなく、寿春で病没した。

## 人物・評価
- 非常に大食漢だったと伝えられていて、1斗（10升）の玄米と10斤（約2.2㎏）の豚肉を食ったといわれている。
- 晩年の廉頗は望郷の念を抱いており、「（合戦をするのであれば）趙の人を使って戦いたい」と述べた。
- 司馬遷は『史記』で廉頗に対する直接の評を与えていない。だが、廉頗を藺相如と並ぶ斜陽の趙の柱石と見なしていたようであり、藺相如・趙奢・李牧と並ぶ名将として列伝を構成している。『蘇子古史』では廉頗を高く評価し、「趙国の支柱」と評している。